# Colletotrichum coccodes
Espèce
Colletotrichum coccodes est une espèce de champignons ascomycètes de la famille  des Glomerellaceae, à répartition cosmopolite. Cet organisme phytopathogène est un des agents de l'anthracnose du houblon et de la tomate ainsi que de la dartrose de la pomme de terre.

## Caractérisation de l'espèce
Les colonies de ce champignon sont de couleur sombre avec un mycelium aérien bianc. Elles sont composées d'abondants sclérotes noirs, sphériques et soyeux et de masses de conidies fusiformes, atténuées à l'apex, 16-22 x 3-4 μm, de couleur marron clair. Les appressoria sont fréquents, claviformes ou de forme variable , de couleur marron, 11-16,5 x 6-9,5 μm.

## Survie et propagation
Le champignon survit dans les débris de récolte. La maladie est favorisée par des températures élevées et une humidité atmosphérique suffisante.

## Synonymes
Selon Catalogue of Life (16 août 2015) :
- Colletotrichum agaves Cavara, (1892)
- Colletotrichum antirrhini F.C. Stewart, (1900)
- Colletotrichum atramentarium (Berk. & Broome) Taubenh., (1916)
- Colletotrichum azaleae Ellis & Everh., (1895)
- Colletotrichum cajani Henn.
- Colletotrichum camelliae Massee, (1899)
- Colletotrichum commelinae Ellis & Everh., (1895)
- Colletotrichum crotalariae Petch, (1917)
- Colletotrichum cyclamenae Halst.
- Colletotrichum dioscoreae Tehon, (1933)
- Colletotrichum elasticae Zimm.
- Colletotrichum foliicola (Nishida) Sawada [as 'foliicolum'],(1959)
- Colletotrichum ipomoeae Sousa da Câmara, (1931)
- Colletotrichum kruegerianum Vassiljevsky, (1950)
- Colletotrichum melongenae Lobik, (1928)
- Colletotrichum opuntiae (Ellis & Everh.) Sawada, (1959)
- Colletotrichum phomoides (Sacc.) Chester, (1894)
- Colletotrichum piperatum Ellis & Everh.
- Colletotrichum primulae Moesz, (1924)
- Colletotrichum vanillae Verpl. & Claess., (1934)
- Gloeosporium alborubrum Petch, (1906)
- Gloeosporium amygdalinum Brizi, (1896)
- Gloeosporium cactorum Stoneman, (1898)
- Gloeosporium callae Oudem., (1903)
- Gloeosporium cingulatum G.F. Atk., (1892)
- Gloeosporium dendrobii Maubl., (1906)
- Gloeosporium eucalypti McAlpine, (1904)
- Gloeosporium foliicola Nishida [as 'foliicolum'], (1924)
- Gloeosporium fructigenum f. olivarum (J.V. Almeida) G.J.M. Gorter, (1962)
- Gloeosporium hawaiense Thüm.
- Gloeosporium lycopersici W. Krüger
- Gloeosporium mangiferae Henn., (1898)
- Gloeosporium manihotis Henn., (1903)
- Gloeosporium melongenae Sacc., (1917)
- Gloeosporium ochraceum F. Patt., (1900)
- Gloeosporium oleae F. Patt., (1900)
- Gloeosporium olivarum J.V. Almeida, (1899)
- Gloeosporium opuntiae Ellis & Everh., (1888)
- Gloeosporium passiflorae Speg., (1899)
- Gloeosporium phomoides Sacc., (1882)
- Gloeosporium piperatum Ellis & Everh., (1891)
- Gloeosporium psidii Delacr., (1903)
- Gloeosporium rubicola Ellis & Everh., (1896)
- Gloeosporium syringae Allesch., (1895)
- Gloeosporium vanillae Cooke, (1886)
- Gloeosporium vexans G.F. Atk., (1897)
- Glomerella lycopersici W. Krüger
- Phomopsis phomoides (Sacc.) Arx, (1957)
- Vermicularia atramentaria Berk. & Broome, (1850)